# MTVA
Médiaszolgáltatás-támogató és Vagyonkezelő Alap (en español: «Fondo de apoyo al servicio de medios y gestión de activos»), conocida por sus siglas MTVA, es la empresa estatal que agrupa todos los medios de comunicación públicos de Hungría. Fue fundada en 2011 para agrupar a las dos empresas de televisión pública —Magyar Televízió y Duna—, la radio —Magyar Rádió— y la agencia de noticias —Magyar Távirati Iroda— en una única corporación.
Actualmente se divide en tres empresas: Duna Media para los canales de radio, televisión e internet; KMA para la formación especializada audiovisual, y la Orquesta Sinfónica de la Radio Húngara.
MTVA es miembro de la Unión Europea de Radiodifusión.

## Historia
En 2011, el gobierno de Viktor Orbán unificó la gestión de todas las compañías públicas de medios de comunicación, que hasta entonces funcionaban por separado, en una sola empresa estatal. La medida afectaba a los dos grupos de televisión pública —Magyar Televízió y Duna—, la radio pública —Magyar Rádió— y la agencia estatal de noticias —Magyar Távirati Iroda—. Aunque todas las empresas absorbidas mantuvieron su marca original, pasaron a funcionar bajo la misma organización y con una imagen corporativa unificada.
En 2015 los canales de radio y televisión fueron transferidos a una nueva empresa sin ánimo de lucro, Duna Media. Duna se convirtió en el canal de televisión generalista de referencia en Hungría, mientras que el primer canal de Magyar Televízió, el más antiguo del país, asumió una programación de información continua.

## Servicios
Los canales de radio, televisión e internet, así como la agencia estatal de noticias, son gestionados desde 2015 por la empresa Duna Média.

### Radio
| Logo | Programación |
| ---- | --- |
|      | Kossuth Rádió: Emisora de radio generalista e informativa. Comenzó sus emisiones el 1 de diciembre de 1925 como la primera radio de Hungría. Debe su nombre al revolucionario Lajos Kossuth. |
|      | Petőfi Rádió: Emisora musical orientada a la juventud, se puso en marcha en 1933. Durante años funcionó como una radio alternativa a las emisoras privadas, hasta que en 2016 asumió una programación mainstream con especial interés en los artistas húngaros. Debe su nombre al poeta Sándor Petőfi. |
|      | Bartók Rádió: Emisora especializada en música clásica, fundada en 1960. Debe su nombre al compositor Béla Bartók. |
|      | Dankó Rádió: Canal dedicado a la música tradicional húngara, a la opereta y al folk. Comenzó sus emisiones el 22 de diciembre de 2012. Debe su nombre al músico Pista Dankó. |
|      | Nemzetiségi adások: Servicio público dirigido a las minorías nacionales de Hungría, emite boletines y programas especiales en las lenguas minoritarias del país. Se puso en marcha el 1 de febrero de 2007.                                                                                            |
|      | Parlamenti adások: Radio que emite sesiones del parlamento de Hungría y otras comisiones del poder legislativo. Se puso en marcha el 1 de febrero de 2007. |
|      | Duna World Rádió: Emisora internacional de Hungría. Se puso en marcha el 27 de febrero de 2012. |

### Televisión
| Logo       | Programación |
| ---------- | --- |
| Duna       | Duna: Es el principal canal generalista de MTVA, dirigido a todo tipo de público. Su programación contiene ficción, entretenimiento, producción propia, informativos y retransmisión de eventos. Comenzó a emitir el 24 de diciembre de 1992 como un canal orientado a la diáspora húngara, y desde 2016 es la señal principal.               |
| Duna World | Duna World: Señal internacional de Duna. |
| M1         | M1: Canal de información continua. Comenzó sus emisiones el 1 de mayo de 1957 como Magyar Televízió y durante cinco décadas fue el primer canal de televisión de Hungría. Desde 2015, con la reordenación de los servicios públicos en torno a la marca Duna, se convirtió en un canal informativo.                                           |
| M2         | M2: Canal generalista para la infancia y la juventud. Comenzó sus emisiones el 18 de agosto de 1971 como una señal alternativa al primer canal, y desde 2012 bajo la fórmula actual. La franja matinal está dedicada a la infancia y se emite bajo la marca «M2», mientras que la nocturna es programación juvenil bajo la marca «M2 Petőfi». |
| M4         | M4 Sport: Canal especializado en retransmisiones deportivas. Se puso en marcha el 18 de julio de 2015. |
| M5         | M5: Canal dedicado a la programación cultural, artística y educativa. Empezó a emitir el 6 de agosto de 2016. |

### Agencia de noticias
| Logo | Programación |
| ---- | --- |
|      | Magyar Távirati Iroda: También conocida por las siglas MTI (en español: «Oficina Telegráfica de Hungría»), es la agencia estatal de noticias de Hungría. Fundada en 1880, es una de las agencias informativas más antiguas de Europa. En 2015 quedó integrada en Duna Média. |